# Négociations de Salzbourg
Vous lisez un « bon article » labellisé en 2018.

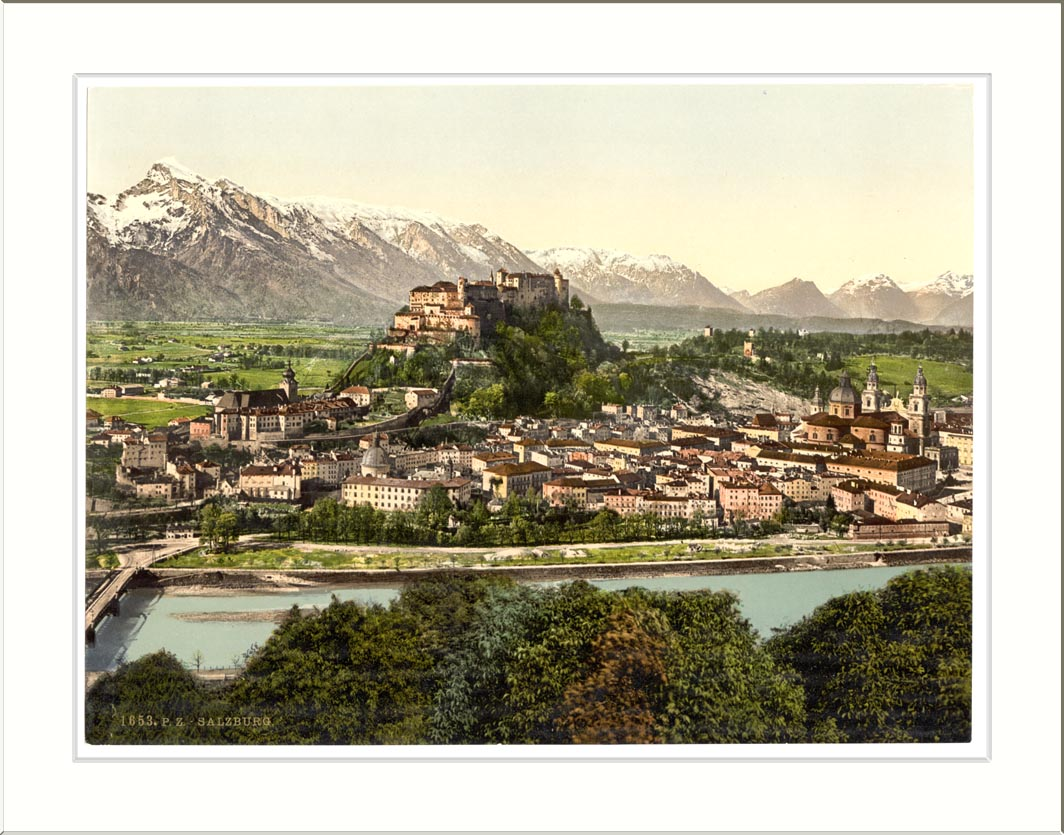
La ville de Salzbourg, à la frontière germano-austro-hongroise, accueille les pourparlers destinés à permettre le rapprochement économique entre le de et la double monarchie.

Les négociations de Salzbourg sont des pourparlers diplomatiques bilatéraux ayant pour objectif de définir précisément et rigoureusement les modalités pratiques du rapprochement économique de la double monarchie austro-hongroise et du Reich impérial. Ces pourparlers se déroulent à partir du 9 juillet 1918 à Salzbourg, ville autrichienne située à proximité de la frontière germano-austro-hongroise ; ces échanges sont avant tout destinés à mettre en application les décisions de principe imposées à l'empereur Charles Ier et à ses ministres par l'empereur Guillaume II et ses conseillers lors de leur rencontre à Spa le 12 mai 1918. Poursuivies durant tout l'été, ces négociations sont suspendues le 19 octobre 1918 lorsque, sans en avoir averti les négociateurs allemands, le ministre des affaires étrangères de la double monarchie, Stephan Burián von Rajecz, ordonne à la délégation austro-hongroise d'interrompre sa participation à des pourparlers rendus vains par l'évolution de la situation marquée par le caractère inéluctable de la défaite militaire du Reich et de la double monarchie.

## Contexte

### Les accords de Spa du12 mai 1918

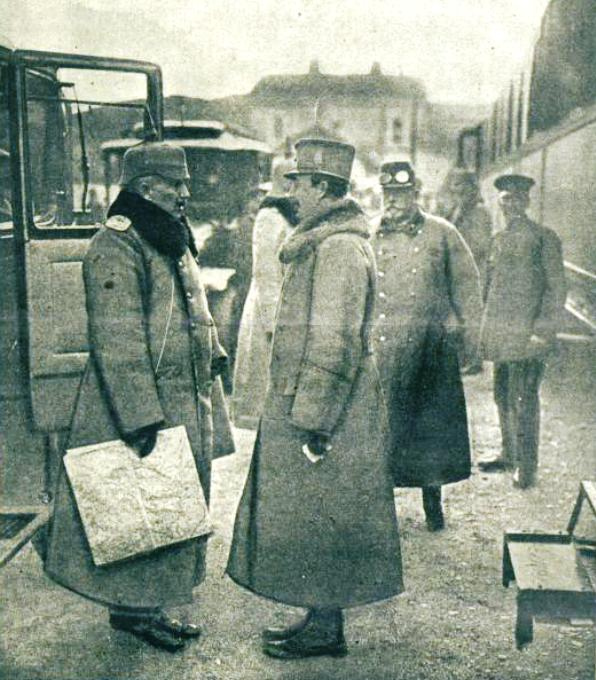
Guillaume II, à gauche, impose à Charles Ier d'Autriche, à droite, la mise sous tutelle économique de la double monarchie au profit du de.

Lors de sa rencontre du 12 mai 1918 à Spa avec l'empereur Guillaume II, Charles Ier et son ministre Stephan Burián von Rajecz ont été obligés d'accepter la mise sous tutelle politique et économique de l’empire des Habsbourg au profit du Reich. Cette sujétion prend la forme d'un traité entre les deux empires, les liant fortement l'un à l'autre. Ils sont formellement conclus sur un pied d'égalité entre les puissances signataires, le Reich et la double monarchie, et les accords de Spa du 12 mai sanctionnent en réalité la prééminence du Reich et garantissent sa suprématie, alors que les signataires austro-hongrois, l'empereur et son ministre des affaires étrangères, Stephan Burián von Rajecz, se voient forcés de placer la monarchie danubienne dans une situation de dépendance politique, économique et militaire à l'égard du Reich. 
Cependant, l'accord de Spa, assujettissant la double monarchie dans le cadre d'un « Zollverein austro-allemand » , ne met un terme ni aux rivalités, que ce soit dans les Balkans ou en Europe orientale, ni aux désaccords politiques sur la sortie du conflit ou le devenir de la Pologne occupée,.
Lors de la rencontre du 12 mai, les négociateurs allemands et austro-hongrois s'accordent sur la tenue de commissions techniques pour faire entrer en pratique les dispositions économiques et commerciales de l'accord de principe conclu entre les empereurs.

### Épuisement austro-hongrois
Au début de l'année 1918, la double monarchie est plus que jamais soumise au Reich et à sa politique, alors que l'effort de guerre de la double monarchie accélère sa décrépitude intérieure. 
À partir du printemps 1915, la double monarchie connaît d'importantes pénuries alimentaires, au front comme à l'arrière, obligeant le gouvernement austro-hongrois à des expédients de plus en plus extrêmes, comme les détournements de trains de nourriture en transit sur le réseau ferré austro-hongrois. Ces détournements contribuent à accentuer la défiance des responsables politiques et militaires du Reich envers leurs homologues de la double monarchie.
À partir de l'été 1915, les fronts austro-hongrois sont de plus en plus tenus par des armées au sein desquelles les divisions allemandes constituent l'épine dorsale. Cette présence contribue à renforcer la satellisation de la double monarchie, interdisant aux Austro-hongrois toute politique autonome au sein de l'alliance avec le Reich. Ainsi, dès la fin de l'année 1916, en application des dispositions de l'accord germano-austro-hongrois du 6 septembre 1916, l'armée austro-hongroise ne dispose plus d'autonomie réelle, tandis que l'instruction des soldats et des officiers aboutit à inculquer à ces derniers les éléments de doctrine militaire mis en œuvre dans l'armée impériale allemande. Enfin, l'armée commune doit faire face au retour des prisonniers de guerre capturés par les Russes : ceux-ci, épuisés, refusent souvent de se soumettre et s'organisent en maquis, minant le contrôle des gouvernements autrichien et hongrois sur le territoire de la double monarchie.
Enfin, le 9 juin 1918, quelques semaines avant l'ouverture des négociations germano-austro-hongroises, l'armée austro-hongroise lance sa dernière offensive majeure du conflit, sur le front du Piave, mais, face à une défense déterminée, essuie une grave défaite, entraînant la perte de 160 000 soldats, tués, blessés ou disparus et des dernières réserves de matériel de la double monarchie.

### Préparation

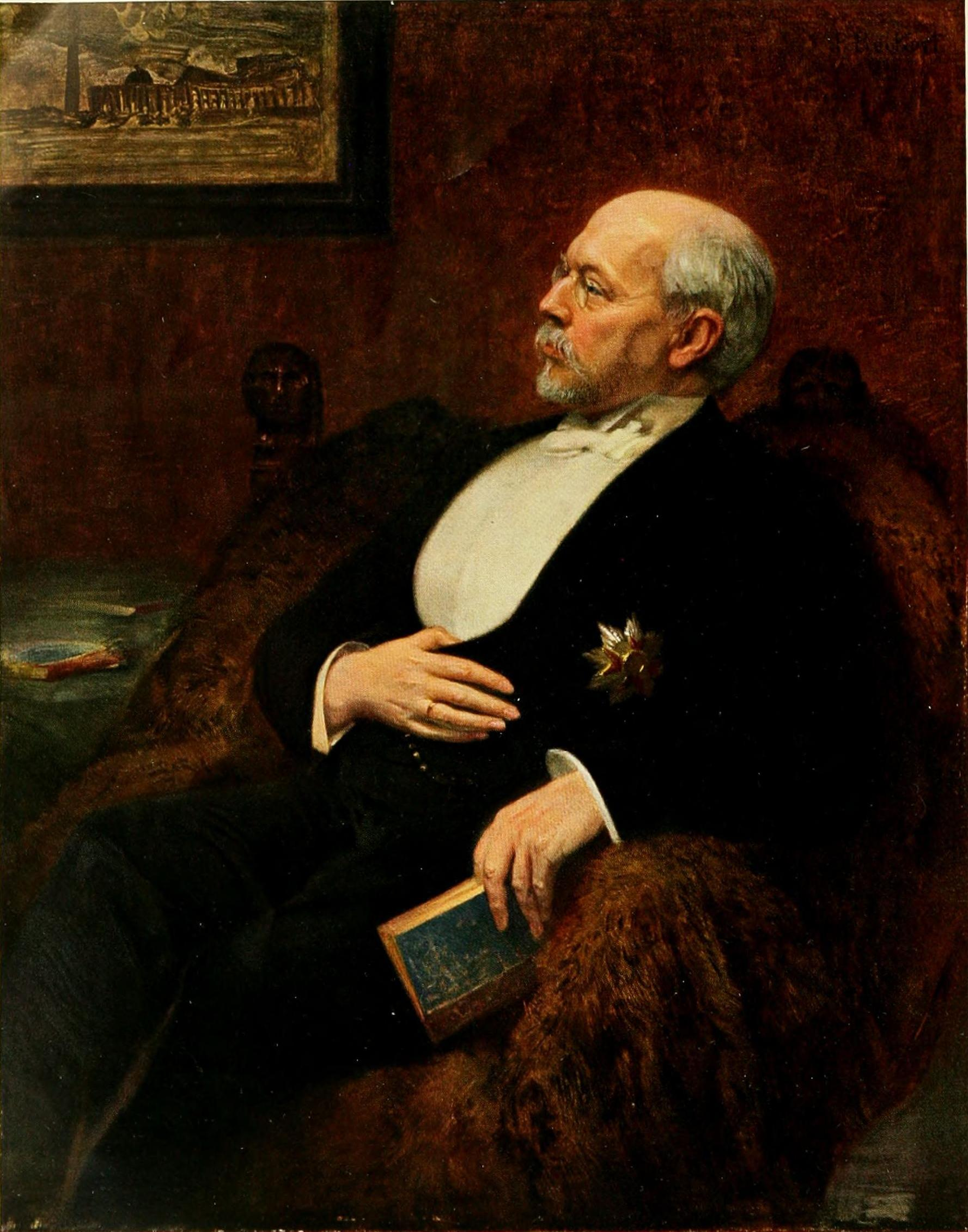
Georg von Hertling, ici en 1908, souhaite la mise en place d'une union douanière germano-austro-hongroise.

Les négociations sont méticuleusement préparées par les différents responsables de la politique économique allemands, représentant aussi bien la Prusse que le Reich. Les principaux acteurs de la politique allemande souhaitent, dans ces négociations, comme dans l'ensemble de la politique économique qu'ils mènent au printemps et à l'été 1918, préparer la sortie du conflit, au mieux des intérêts commerciaux du Reich. 
Dès le 7 juin 1918, une rencontre de l'ensemble des responsables gouvernementaux allemands et prussiens se tient sous la présidence du chancelier impérial, Georg von Hertling. Tous favorables à la mise sous tutelle économique de la double monarchie, tremplin pour la constitution d'une sphère d'influence allemande dans les Balkans et au-delà,, les responsables allemands présents s'affrontent cependant sur les modalités de cette prise de contrôle. À cette occasion, les points proposés par Hans Karl von Stein, ministre prussien du commerce, rencontrent l'opposition de l'ensemble des autres assistants : le chancelier, Georg von Hertling, Karl Helfferich et leurs conseillers souhaitent la mise en œuvre d'une union douanière entre le Reich et la double monarchie. Face à ce bloc, les représentants des ministères économiques, ainsi que les milieux d'affaires, s'opposent à la négociation d'une telle union douanière, notamment en raison de la faiblesse de la couronne austro-hongroise par rapport au Reichsmark. Ainsi, Hans Karl von Stein, fort de l'appui des ministères économiques prussiens comme du Reich et du président de la Reichsbank Rudolf Havenstein, se montre hostile à tout projet d'union douanière entre les deux empires, préférant arrimer l'Autriche-Hongrie par la conclusion d'un traité de commerce de longue durée. De plus, aux yeux de ces responsables économiques, conscients de la faiblesse de l'économie austro-hongroise, l'unification douanière du Reich et de la double monarchie favoriserait cette dernière, en raison de ses coûts de production plus faibles ; à leurs yeux, la Reichsbank se verrait contrainte d'intervenir pour soutenir le cours de la couronne austro-hongroise, ainsi que d'accepter une dévaluation du Reichsmark de 25 % pour pouvoir amortir les effets sur l'économie du Reich de la faiblesse de la monnaie austro-hongroise, sans aucune garantie en raison du caractère imprévisible de l'avenir de la double monarchie. Actant l'existence de fortes divergences au sein même des dirigeants du Reich, une commission se réunit le 10 juin 1918, constate un accord de principe sur l'objectif final du Reich dans ces négociations, mais exige l'accord de toutes les administrations du Reich compétentes dans les domaines économiques et commerciaux avant l'ouverture des négociations avec la double monarchie. 
Face à cette division, Stephan Burián von Rajecz, alors ministre austro-hongrois des affaires étrangères, envisage les négociations à venir avec une très grande prudence, du moins dans les entretiens avec son homologue allemand Richard von Kühlmann, les 11 et 12 juin 1918. Les représentants austro-hongrois exposent implicitement leur intention de vider les accords du 12 mai de son volet commercial et de substituer des accords douaniers préférentiels à une union douanière entre le Reich et la double monarchie, option alors privilégiée par les négociateurs allemands.

## Des résultats partiels
Réunies dès le 9 juillet 1918, les délégations allemande et austro-hongroise rédigent rapidement une déclaration de principes commune, appelée par la suite les « accords de Salzbourg » par Georges-Henri Soutou. 

### Accords douaniers
Les négociations portent dans un premier temps sur les clauses d'un accord douanier entre le Reich et la double monarchie, chacun des deux partenaires souhaitant conserver la maîtrise de sa politique commerciale. 
Rapidement, en dépit de ce souhait partagé, les négociateurs allemands et austro-hongrois parviennent à un accord : l'élaboration d'un schéma tarifaire commun est ainsi actée, imposant des droits de douane identiques aux autres pays, avec des droits intermédiaires pour les produits frappés de droits de douane différents entre les deux empires. Cependant, ce projet suscite rapidement une franche hostilité des agrariens, influents en Prusse, ralentissant fortement les pourparlers.
Parmi les points en suspens, les négociateurs allemands et austro-hongrois tentent de définir le régime douanier unissant les États des Balkans, promis à une réorganisation sous influence allemande, et le nouveau bloc douanier germano-austro-hongrois. En effet, un nouvel État serbe indépendant doit constituer un pôle d'équilibre dans les Balkans, réorganisés au profit du Reich ; cette nouvelle Serbie est cependant destinée à être absorbée dans le bloc douanier de la Mitteleuropa. Cependant, son statut précis reste en suspens, en raison des rivalités germano-austro-hongroises : les Allemands pensent agrandir la Serbie du Monténégro et d'une partie de l'Albanie et la lier fortement au Reich par le contrôle de ses chemins de fer et de ses mines de cuivre de Bor, les Austro-hongrois aspirent à reconstituer un petit royaume privé de ses conquêtes de 1912 et de 1913, tout en le plaçant sous stricte tutelle politique et économique austro-hongroise,.

### Dissensions
En dépit de cette volonté partagée par le Reich et l'Autriche-Hongrie de préserver la maîtrise de leur politique douanière, chacun des partenaires doit compter avec des réserves venant de ses groupes de pression. 
Ainsi, les négociateurs hongrois, présents au sein de la délégation austro-hongroise envoyée à Salzbourg, s'opposent à un accord avec le Reich sur les droits sur la viande de boucherie, tant que l'accord équivalent avec l'Autriche, en suspens depuis la conclusion de l'Ausgleich austro-hongrois de 1917, ne serait pas conclu avec les représentants autrichiens.

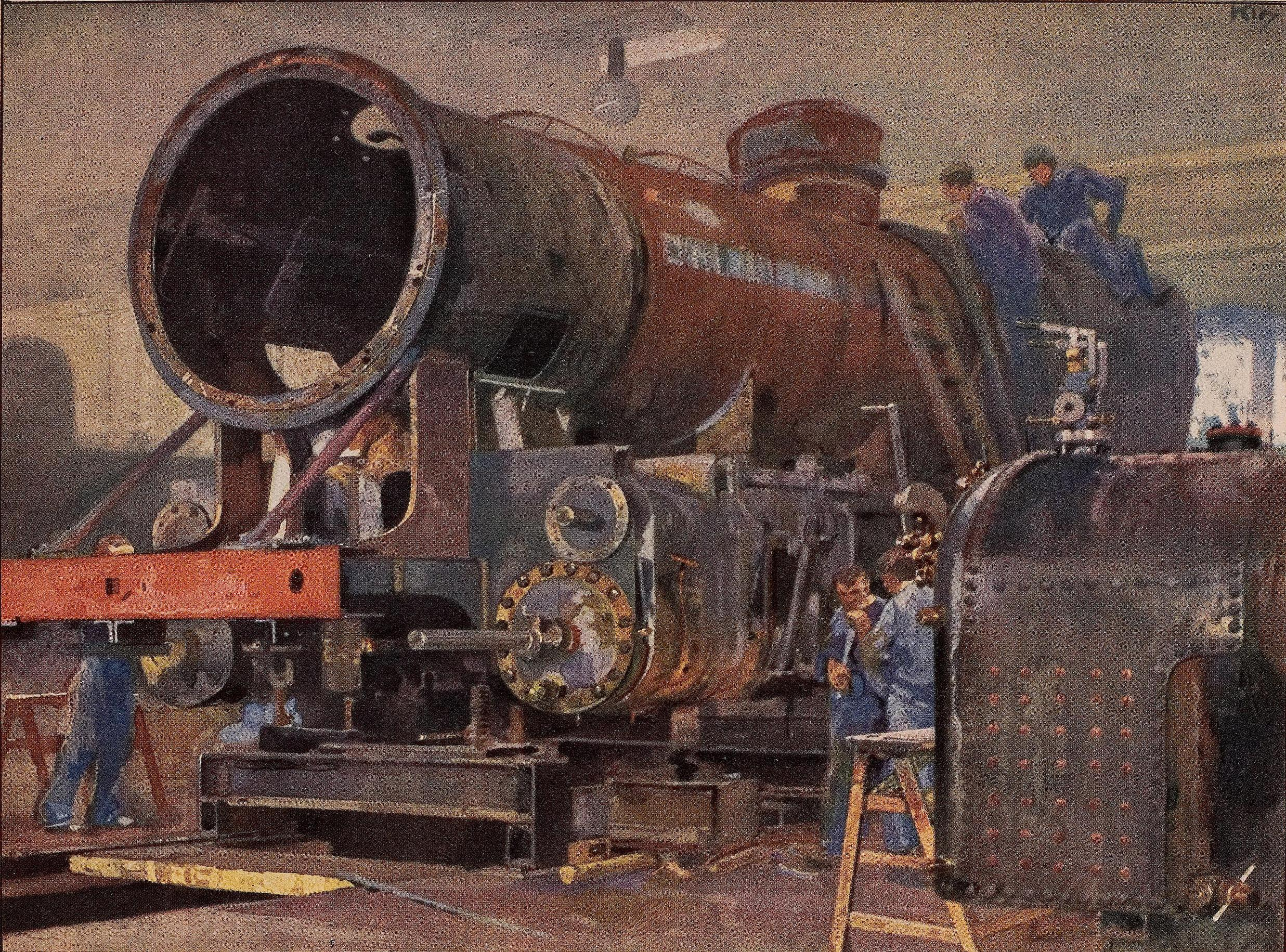
L'entreprise bavaroise Krauss-Maffei, constructeur de matériel ferroviaire se montre hostile à tout rapprochement dans le domaine des industries ferroviaires. Dessin de Heinrich Kley (1863-1945) montrant des travailleurs de la société J. A. Maffei Lokomotiv de Munich..

De plus, les Allemands développent eux aussi des avis divergents sur les relations économiques avec la double monarchie. Ainsi, les représentants des États allemands exposent les réserves qu'ils peuvent avoir face un rapprochement trop grand avec la double monarchie. Les membres du cabinet prussien, principalement les responsables des ministères économiques, considèrent qu'une union douanière avec l'Autriche-Hongrie peut, à terme, léser les intérêts économiques du royaume de Prusse et favoriser la concurrence austro-hongroise, permise par un taux de change favorable à la double monarchie : pour cette raison, les Prussiens se montrent partisans de la mise en place de tarifs préférentiels, régulièrement négociés entre les deux empires. Le gouvernement bavarois, ayant mandaté un plénipotentiaire à Salzbourg, se montre fervent partisan d'un rapprochement dans le domaine de la production électrique ; cependant, des représentants de Krauss-Maffei, importante société bavaroise du secteur de l'industrie mécanique, influencent celui-ci, qui affiche dès lors une opposition sans faille à tout rapprochement dans ce domaine.
Enfin, la question de l'inclusion au sein de l'union douanière germano-austro-hongroise de territoires contrôlés par les puissances centrales constitue également un point d'achoppement entre le Reich et la double monarchie. L'inclusion de la Pologne, de la Roumanie, de la Bulgarie de la Serbie, du Monténégro et de l'Albanie se trouve au centre de frictions germano-austro-hongroises : en effet, les représentants austro-hongrois défendent la dévolution de la Serbie et du Monténégro à la sphère d'influence austro-hongroise. Cependant, aiguillonnés par Erich Ludendorff, les négociateurs allemands souhaitent intégrer ces États au nouvel ensemble douanier germano-austro-hongrois destiné à émerger lors des négociations salzbourgeoises.

## Échec final
Les négociations entre les deux empires n'aboutissent à aucun accord général, le Reich et la double monarchie poursuivant des objectifs différents à ce stade du conflit. En outre, les Allemands se retrouvent à la fin du conflit dans la même situation qu'à la suite de la crise bosniaque, obligés à la fois de maintenir dans leur alliance la double monarchie, le seul allié fiable du Reich, et de le contrôler étroitement. 

### Une situation catastrophique
Durant l'été 1918, le blocus allié place le Reich et la double monarchie dans une situation économique catastrophique. Le sort des armes est défavorable aux puissances centrales en dépit de la capacité des armées germano-austro-hongroises à remporter des victoires partielles face aux troupes alliées, mais ces succès du début du premier semestre 1918 demeurent sans lendemain. Après l'échec des offensives allemandes sur le front de l'Ouest et celui de l'offensive austro-hongroise en Italie, les unités austro-allemandes ne montrent plus le mordant nécessaire à la recherche de la victoire, se décomposent au premier choc ou demeurent incomplètes en raison du caractère massif des désertions.
Le blocus allié affaiblit plus sûrement encore la situation des puissances centrales, en asphyxiant leur économie : les populations, affamées, sont nourries avec des aliments fabriqués par l'industrie des ersatz, tandis que les industries travaillant pour l'armée sont obligées de livrer aux armées de la quadruplice du matériel de moins bonne qualité pour maintenir les chiffres de la production.

### Suspension des pourparlers

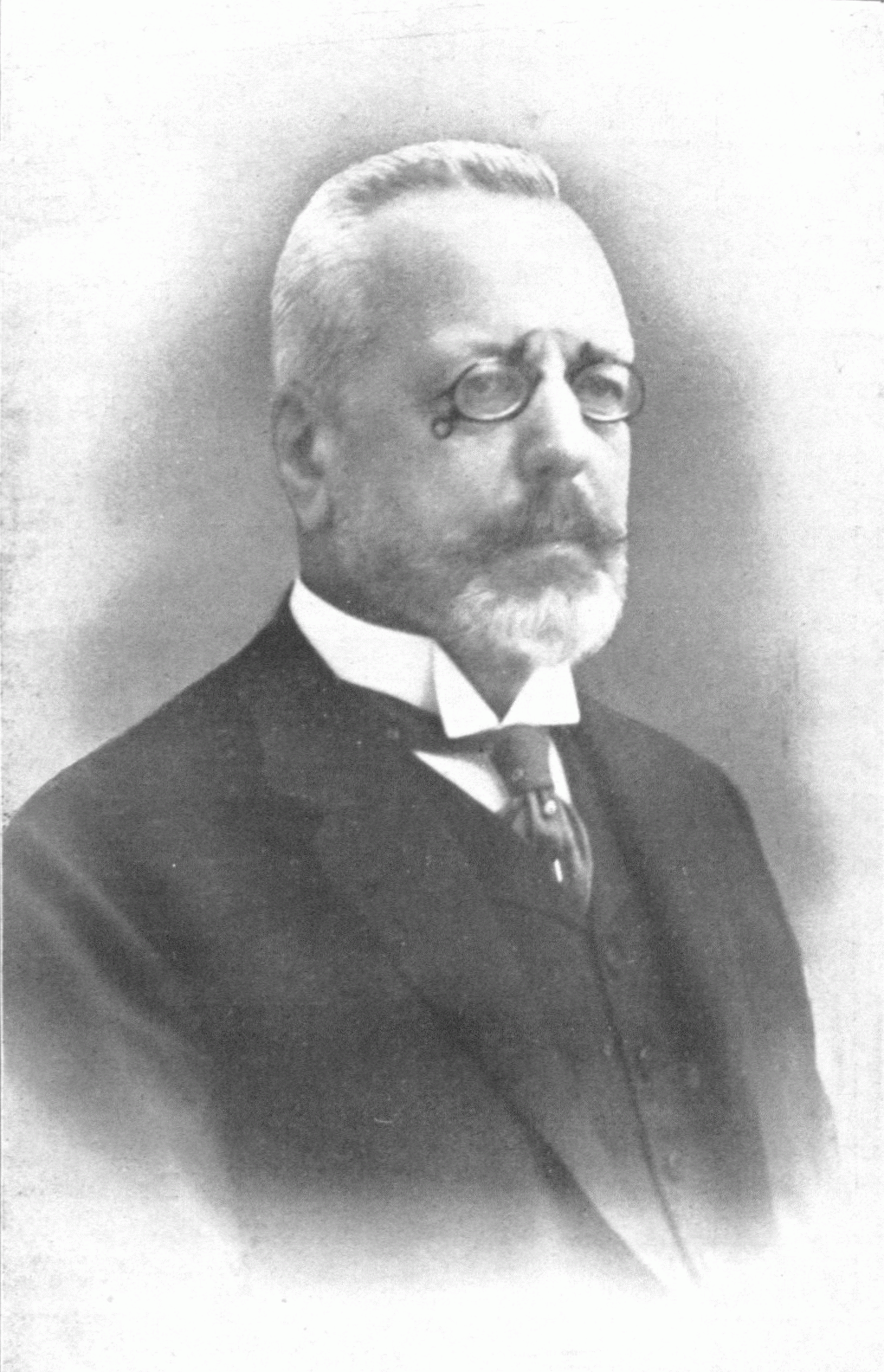
Stephan Burián von Rajecz, alors ministre des affaires étrangères de la double monarchie, ici en 1915, suspend les négociations le 19 octobre 1918-.

Le 19 octobre 1918, en dépit des avancées intermédiaires obtenues par les négociateurs allemands lors de la session du 12, les négociateurs austro-hongrois informent leurs homologues allemands de la décision austro-hongroise unilatérale de mettre un terme à des pourparlers que l'armistice bulgare et la rapide reconquête de la Serbie par les armées alliées rendent tous les jours plus vains. 
En effet, durant le mois d'octobre 1918, l'empereur et roi Charles et le ministre commun des affaires étrangères de la double monarchie Stephan Burián von Rajecz, engagés dans des négociations avec les Alliés en vue de la conclusion d'un armistice séparé, tentent désespérément de mettre un terme à la participation austro-hongroise au conflit. De plus, les deux parties constitutives de la monarchie des Habsbourg, l'Autriche et la Hongrie, se trouvent sans gouvernement : le 11 octobre, les gouvernements autrichien et hongrois démissionnent de concert, accélérant le processus de dissolution avancée de la double monarchie amplifié par les victoires alliées dans les Balkans et sur le front de l'Ouest ainsi que par les initiatives malheureuses de l'empereur Charles pour sortir son empire du conflit alors perdu,.

### Conséquences
En dépit de cet échec, ces pourparlers ont alimenté le courant rattachiste en Autriche dans les années 1920. 
L'historien ouest-allemand Fritz Fischer insiste sur les continuités politiques, économiques et commerciales perceptibles entre ces négociations et les pourparlers entre le Reich républicain puis hitlérien, d'une part, et, d'autre part, les États successeurs issus de la double monarchie, notamment l'Autriche et la Hongrie.
Cette vision est sérieusement amendée par Georges-Henri Soutou, appuyé sur les récits de deux des négociateurs austro-hongrois. En effet, l'historien français attribue à ces négociations le rôle de « pierre d'attente pour l'avenir » et, en mentionnant ces souvenirs, rappelle également l'intérêt qu'avaient les diplomates participant à ces négociations à édulcorer après la guerre le résultat de négociations dont l'échec apparaissait patent en septembre 1918 et à attribuer cet échec à la défaite du Reich alors consommée.